# بالا ناگاما (فیلم ۱۹۸۱)
بالا ناگاما 
(به تلوگویی: Bala Nagamma) فیلمی محصول سال ۱۹۸۱ و به کارگردانی کی. شانکار است. در این فیلم بازیگرانی همچون سارات بابو، سری دوی، بابی آنجو ایفای نقش کرده‌اند.